# ماساهيرو دوي
ماساهيرو دوي (باليابانية: 土井正博؛ بالكانا: どい まさひろ) هو لاعب كرة قاعدة ياباني، ولد في 8 ديسمبر 1943 في كاشيوارا في اليابان.

## روابط خارجية
- ماساهيرو دوي على موقع الدوري الياباني لكرة القاعدة (الإنجليزية)